# رود واريور هوك
رود واريور هوك (بالإنجليزية: Road Warrior Hawk)‏ هو مصارع محترف أمريكي، ولد في 26 يناير 1957 في شيكاغو في الولايات المتحدة، وتوفي في 19 أكتوبر 2003 في إنديان روكس بيتش في الولايات المتحدة بسبب نوبة قلبية.

## وصلات خارجية
- رود واريور هوك على موقع دبليو دبليو إي (الإنجليزية)
- رود واريور هوك على موقع WrestlingData.com (الإنجليزية)
- رود واريور هوك على موقع CageMatch worker (الإنجليزية)
- رود واريور هوك على موقع قاعدة بيانات المصارعة على الإنترنت (الإنجليزية)
- رود واريور هوك على موقع عالم المصارعة على الإنترنت (الإنجليزية)
- رود واريور هوك على موقع IMDb (الإنجليزية)
- رود واريور هوك على موقع قاعدة بيانات الفيلم (الإنجليزية)